# Thalatta! Thalatta!
Thálatta! Thálatta! (em grego:  Θάλαττα! θάλαττα! — "O mar! O mar!") foi um entoar de regozijo executado quando os Dez Mil avistaram Euxeinos Pontos (o mar Negro) a partir do monte que hoje tem o nome de Madur, na Trebizonda, após participarem da marcha fracassada de Ciro, o Jovem contra o Império Persa no ano 401 a.C. A história dos Dez mil e tal episódio são contados por Xenofonte a sua Anábase.